# Tom Stohn
Tom Stohn (* 21. Dezember 1968 in Pirna) ist ein ehemaliger deutscher Fußballspieler und heutiger Fußballtrainer.

## Sportlicher Werdegang
Tom Stohn stammt aus der Jugendabteilung von BSG Wismut Pirna-Copitz. Sein Talent reichte nicht für die Nachwuchsmannschaften von Dynamo Dresden, Folge war ein Wechsel zur BSG Fortschritt Bischofswerda, für die Stohn noch neun Spiele in der DDR-Oberliga bestritt. 1991 wechselte er für eine Spielzeit zum FC Wismut Aue, im Anschluss heuerte er beim Zweitligisten SV Waldhof Mannheim an.
In der Folgezeit pendelte Stohn beim SV Wehen, der zweiten Mannschaft des TSV 1860 München und den Kickers Offenbach zwischen zweiter Bundesliga und Oberliga, bevor er in der Saison 2003/04 seine aktive Laufbahn beim sächsischen Landesligisten VfL Pirna-Copitz ausklingen ließ.
Seit Dezember 2005 agierte Stohn als Co-Trainer bei Dynamo Dresden. Nach dem Rücktritt von Cheftrainer Peter Pacult war er kurzzeitig Interimstrainer der Sachsen, rückte nach der Verpflichtung von Norbert Meier aber wieder auf den Posten des Co-Trainers. Nach der Entlassung von Norbert Meier im September 2007 fand er nach der Verpflichtung von Eduard Geyer in Dresden keine Berücksichtigung mehr und wurde durch Jan Seifert ersetzt. Anschließend war Stohn für Dynamo Dresden als Scout beschäftigt.
Im Sommer 2011 wurde er durch Peter Pacult als Co-Trainer zu RB Leipzig geholt. Nach dessen Entlassung im Juni 2012 musste auch Stohn gehen.

## Statistik
- DDR-Oberliga: 9 Spiele
- 2. Bundesliga: 71 Spiele (2 Tore)
- Regionalliga: 13 Spiele